# Група дерев
Гру́па дере́в — ботанічна пам'ятка природи місцевого значення в Україні. Розташована в межах Стрийського району Львівської області, в місті Стрий, вул. Шевченка 101. 
Площа 0,05 га. Статус надано згідно з рішенням обласної ради від 9 жовтня 1984 року № 495 з метою збереження групи дерев. Перебуває у віданні Стрийського міського комбінату комунальних підприємств. 
15 жовтня 2002 року було прийняте рішення Львівської обласної ради № 56 «Про впорядкування природно-заповідного фонду Львівської області». Згідно з цим рішенням, на основі подання Державного управління охорони навколишнього природного середовища у Львівській області від 3.07.2002 року №04-04-4080 зі складу природно-заповідного фонду Львівської області було вилучено 13 ботанічних пам'яток природи, серед яких і ця пам'ятка. Причиною скасування є те, що дерева знищені вітровалом.
| Герб Стрия | Це незавершена стаття про Стрий. Ви можете допомогти проєкту, виправивши або дописавши її. |